# Ichikikushikino

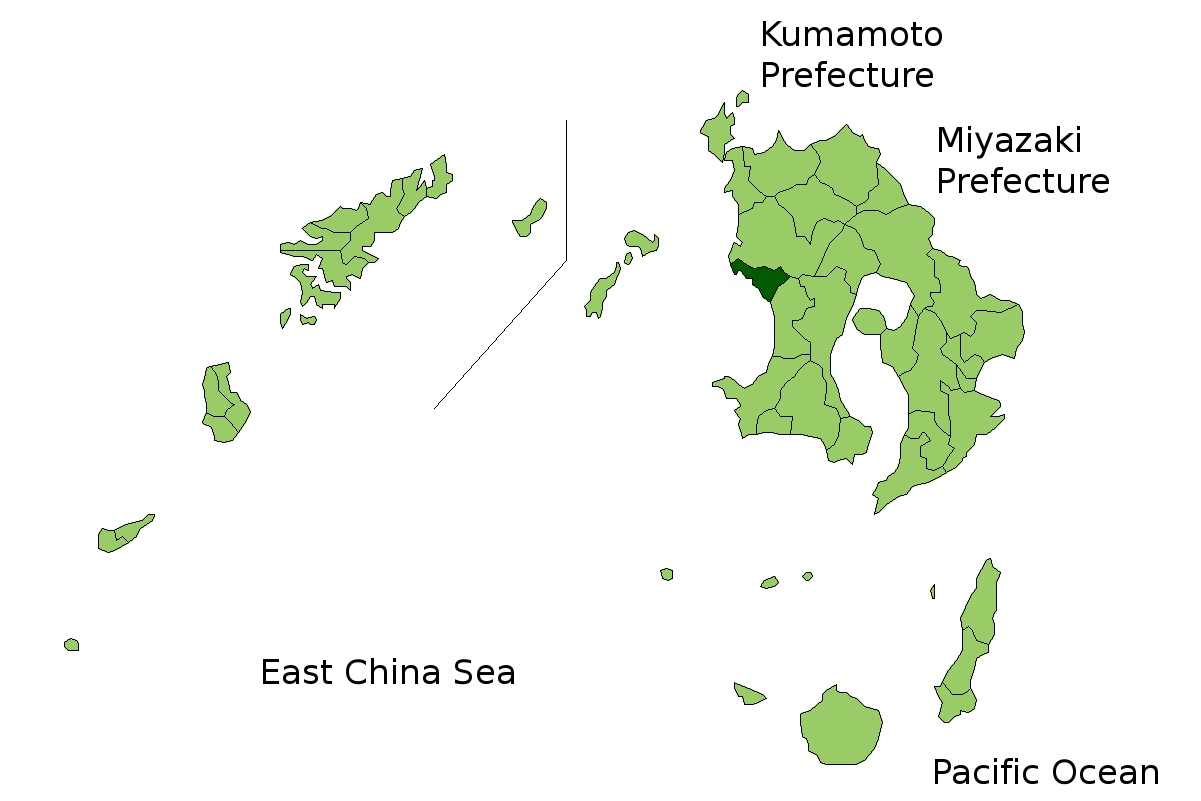

Ichikikushikino (いちき串木野市 Ichikikushikino-shi?) este un municipiu din Japonia, prefectura Kagoshima.